# Optimum
Als Optimum (lateinisch optimum, Neutrum von lateinisch optimus, „Bester, Hervorragendster“; Superlativ von lateinisch bonus, „gut“) wird in der Umgangssprache das beste erreichbare Resultat unter Berücksichtigung verschiedener Nebenbedingungen oder Eigenschaften im Hinblick auf eine Anwendung, eine Nutzung oder ein Ziel verstanden. Gegensatz ist das Ideal, womit das beste denkbare Ergebnis bezeichnet wird. Die Suche nach dem Optimum unter gegebenen Voraus- und Zielsetzungen nennt man Optimierung. 

## Allgemeines
Der Begriff „Optimum“ findet sich bereits 1710 in der Theodizee von Gottfried Wilhelm Leibniz, worin er begründet, warum die Menschen in der besten aller möglichen Welten leben: „Gäbe es nicht die beste (optimum) aller möglichen Welten, dann hätte Gott überhaupt keine erschaffen“. Der Wissenschaft ist es jedoch bisher nicht möglich, eine einheitliche Definition des Begriffs „Optimum“ zu finden. In der Mathematik ist das Optimum der Extrempunkt einer Funktion und somit Gegenstand der mathematischen Optimierung. Der Extrempunkt kann ein Maximum oder Minimum sein. In den Wirtschaftswissenschaften wird vielfach das Optimum mit dem Best Case gleichgesetzt. In der Umgangssprache wird das „Optimum“ oder „optimal“ oft unzutreffend verwendet.

## Anwendungsgebiete
Betriebswirtschaftslehre
Der Begriff des Optimums wird in der Betriebswirtschaftslehre nicht einheitlich verwendet und unterschiedlich ausgelegt. Optimum ist Klaus Lüder zufolge eines von mehreren alternativen Mitteln, die alle zur Erreichung eines bestimmten Unternehmenszieles geeignet erscheinen. Der Begriff wird sogar falsch verwendet, wenn beispielsweise von „optimalen Kosten“ die Rede ist und „minimale Kosten“ gemeint sind. Viele zentrale Begriffe der Betriebswirtschaftslehre verwenden den Begriff, so unter anderem bei Betriebsoptimum, optimale Bestellmenge, optimale Losgröße oder optimale Nutzungsdauer. Die Verschuldung erreicht ihr Optimum in einem Punkt, in dem die Grenzkosten für neues Fremdkapital dem Grenzertrag aus der fremdfinanzierten Investition entsprechen. Als Optimalitätskriterien kommen unter anderem die Gewinnmaximierung, Umsatzmaximierung, maximale Kapazitätsauslastung (Vollbeschäftigung) oder kostenminimale Losgrößen in Betracht.
Biologie
In der Biologie gibt es drei Kardinalpunkte Minimum, Optimum und Maximum der Temperatur für Organismen. Beim Menschen liegt das Temperaturoptimum (Normaltemperatur) der Körpertemperatur zwischen 36,3 °C und 37,4 °C, darüber beginnt das Fieber, das Temperaturmaximum beginnt ab 41 °C, die obere Überlebensgrenze liegt bei 44 °C, von Unterkühlung spricht man zwischen 33,0 °C und 34,9 °C, die untere Überlebensgrenze liegt bei 20 °C. 
Geometrie
Der Optimalpunkt eines lineare Optimierungsproblems liegt in der Ecke seiner zulässigen Menge, was eine geometrische Interpretation der Optimalität in der linearen Optimierung ermöglicht.
Operations Research
Im Operations Research werden Optimierungsmodelle erstellt, um Anwendungsprobleme mathematisch zu beschreiben und anschließend ein Optimum des Modells mit Hilfe der Methoden der mathematischen Optimierung zu berechnen.
Physiologie
Sinkt (steigt) in der Physiologie die Körpertemperatur unter (über) das Optimum, wird dies als Reiz empfunden. Das Optimum liegt aber durchaus nicht immer in der Mitte zwischen Minimum und Maximum, in vielen Fällen näher am Maximum, in anderen Fällen näher an dem Minimum.
Programmierung

In der Informatik nennt man die Verbesserung der Effizienz eines Computerprogramms Programmoptimierung oder Codeoptimierung. Basis der Optimierung ist die Programmanalyse. Neben Programmcode, den nur der Programmierer selbst optimieren kann (englisch human design), kann die Codeoptimierung auch die Kompilierung verbessern (siehe Compiler: Programmoptimierung) bzw. den ausgeführten Code selbst zur Laufzeit optimieren (siehe Dynamische Optimierung).
Volkswirtschaftslehre
Da in der Volkswirtschaftslehre das Optimum nur durch das „sozialökonomische Optimum“ beschrieben werden kann, dessen wesentlichste Strukturbedingung die vollkommene Konkurrenz ist, weicht in der Realität jede Marktstruktur vom Optimum ab, ist also suboptimal. Es handelt sich hierbei um das viel zitierte Pareto-Optimum.
Allgemein gilt, dass das Optimum sowohl ein maximaler als auch ein minimaler Wert sein kann; der Begriff Optimum ist mithin ein relativer Begriff.

## Optimierung
Die Optimierung besitzt große Bedeutung in Technik, Natur- und Wirtschaftswissenschaften, wenn es um optimale Ergebnisse geht, die mit gegebenem Aufwand erreicht werden sollen (Maximalprinzip, Minimalprinzip). Optimierung ist sowohl die Theorie zur Lösung von Problemen, bei denen für eine Zielfunktion ein globaler Optimalpunkt gesucht wird als auch die Entwicklung und praktische Umsetzung von Lösungsverfahren. Dabei kann es sich je nach Optimierungsrichtung um ein Maximierungs- oder ein Minimierungsproblem handeln. Wichtige Teilgebiete der Optimierung sind die lineare Optimierung, die nichtlineare Optimierung und die gemischt-ganzzahlige Optimierung.

## Suboptimal
Suboptimal (lateinisch sub-, Präfix für „unter, unterhalb“) ist in den Wissenschaften das Adjektiv für Lösungen oder Resultate, die unterhalb des vorhandenen Optimums liegen. 
Ausprägungen
Allgemein werden drei Ausprägungen genannt:
- Problemlösen: Ist ein zu optimierendes Problem so umfangreich, dass die Rechnerkapazität nicht ausreicht, so sollte das Gesamtproblem in Teilprobleme zerlegt werden, weil die Optimal-Lösungen für Teilprobleme im Regelfall schlechter ausfallen als für das Gesamtproblem.
- Weist eine Zielfunktion mindestens drei Extremwerte auf (nur bei nicht-linearen Funktionen möglich), so ist meist einer der Extremwerte besser als die anderen, die im Verhältnis zum besseren als „Suboptima“ bezeichnet werden.
- Gibt es für bestimmte Probleme keinen wirtschaftlich zum Optimum führenden, vertretbaren Lösungsweg, so können heuristische Rechenverfahren herangezogen werden. Sie führen zu guten, aber eben suboptimalen Lösungen.

In der Praxis muss oft auf Optimal-Lösungen verzichtet werden, so dass man sich mit suboptimalen Lösungen, also Näherungslösungen, begnügt. Ein Verfahren, das eine suboptimale Lösung liefert, heißt suboptimales Verfahren.

## Abgrenzung
Beim Begriff „optimal“ wird die zu extremierende Größe nicht genannt, mit den Begriffen „maximal“ oder „minimal“ muss sie stets genannt werden. Maximum/Minimum sind der Endzustand einer Maximierung/Minimierung. Da das Gewinnmaximum als Endzustand der Gewinnmaximierung ein Extremwert ist, können nur Punkte auf der Peripherie des zulässigen Lösungsbereichs „optimal“ sein.

## Sonstiges
Steueroptimierung ist der Euphemismus für die Steuervermeidung, bei der es um alle legalen Steuergestaltungen von Steuerpflichtigen zur Senkung der Steuerlast geht.